# عین تالوت
عین تالوت (به عربی: عین تالوت) یک شهرداری در الجزایر است که در ناحیه عین تالوت واقع شده‌است. عین تالوت ۱۰٬۲۸۶ نفر جمعیت دارد.